# IC 5353
IC 5353 ist eine Elliptische Galaxie vom Hubble-Typ E/S0 im Sternbild Bildhauer am Südsternhimmel. Sie ist schätzungsweise 369 Millionen Lichtjahre von der Milchstraße entfernt und hat einen Durchmesser von etwa 160.000 Lichtjahren. Sie ist Mitglied der Galaxiengruppe Abell 4038. 

Im selben Himmelsareal befinden sich unter anderem die Galaxien IC 5349, IC 5350, IC 5354, IC 5358.
Das Objekt wurde im Jahr 1886 von Lewis Swift entdeckt.